# Carl Deckard
Carl Robert Deckard (1960 – 23 dicembre 2019) è stato un inventore, insegnante e imprenditore statunitense.
Principalmente noto per aver inventato e sviluppato il Selective Laser Sintering (SLS), un metodo di stampa 3D. È morto all'età di 58 anni, il 23 dicembre 2019.

## Carriera
Inizialmente Deckard ebbe l'idea del  Selective Laser Sintering  come studente universitario, durante la sua tesi di laurea, presso l' Università del Texas ad Austin (UT-Austin). Ha continuato a sviluppare la tecnologia come studente di master e dottorato con l'aiuto di Joe Beaman, professore alla UT-Austin. Dopo diversi anni di tentativi, la macchina Deckard è stata in grado di produrre parti reali. Ha concesso in licenza la tecnologia di UT-Austin e co-fondato Desk Top Manufacturing (DTM) Corp. nel 1987.  DTM Corp. specializzata in prototipazione rapida e sistemi di produzione per produttori e uffici di assistenza. DTM Corp. è stata acquisita da 3D Systems nel 2001 con una valutazione di $ 45 milioni. Deckard divenne professore di ingegneria alla Clemson University dopo l'acquisizione di DTM.  Dopo tre anni e mezzo, Deckard tornò ad Austin per lavorare sul Deckard Engine, un motore a quattro tempi destinato a sostituire i motori a due tempi che emettevano emissioni in piccoli prodotti portatili.
La maggior parte del lavoro di Deckard riguarda l'industria manifatturiera additiva. Nel 2012, Deckard ha co-fondato Structured Polymers LLC, una società che sviluppa nuovi polimeri per macchine SLS.

### Brevetti
- Sinterizzazione laser selettiva con manipolazione assistita della polvere (US 4.938.816) [7]
- Metodo e apparecchi per la produzione di parti mediante sinterizzazione selettiva (US 4.863.538) [8]
- Sistemi a materiali multipli per sinterizzazione di raggi selettivi (US 4.944.817) [9]